# مری ژوزف بلوندل
مری ژوزف بلوندل (انگلیسی: Merry-Joseph Blondel; ۲۵ ژوئیهٔ ۱۷۸۱ – ۱۲ ژوئن ۱۸۵۳) نقاش اهل فرانسه بود.
وی همچنین برندهٔ جوایزی همچون لژیون دونور (شوالیه) و جایزه بزرگ رم شده‌است.